# 50 Cent: Blood on the Sand
50 Cent: Blood on the Sand är ett tredjepersonsskjutspel och uppföljaren till 50 Cent: Bulletproof från 2005. Spelet utvecklades av Swordfish Studios och gavs ut av THQ för spelkonsolerna Playstation 3 och Xbox 360 den 20 februari 2009.

## Handling
Spelet utspelar sig i ett fiktivt Mellanöstern-land. Handlingen kretsar kring rapparen 50 Cent som efter en konsert blir blåst på 10 miljoner dollar och istället får en diamantprydd dödskalle. Denna blir stulen och 50 Cent och hans gäng (Tony Yayo, Lloyd Banks och DJ Whoo Kid) jagar efter de som stulit skallen. Han behöver också finna sin försvunna kärlek Olivia som han spelade in låten Candy shop med.

## Gameplay
Blood on the Sand är ett skjutspel som fokuserar på fotstrider, fordonsstrider med en HMMWV eller helikopter- och bosstrider. Det finns vissa ställen i spelet där man kan köpa vapen, vapenuppgraderingar eller lära sig nya närstridsattacker vid namn "Counter-Kills". Det gör man när spelaren gör ett samtal från en telefonautomat och ringer till ett ställe kallat "Shop". Pengarna i spelet kan också användas för att låsa upp glåpord, vilket ökar de poäng som man får när man dödar fiender. Vapnen i spelet är klassificerade från 1 till 10, där man betygsätter prestanda, skada och precision. Man kan även lägga till vapentillbehör som kikarsikte eller ljuddämpare. Spelare kan använda ett skjutläge vid namn "Gangsta Fire", vilket är ett så kallat "slowmotion bullet-time" som spelaren kan använda för att skjuta ner flera fiender samtidigt.
När man dödar fiender i spelet får man poäng, med dessa poäng kan spelaren tjäna in brons-, silver- och guldemblem som låser upp bättre vapen, närstridsattacker och glåpord.
Varje nivå av spelet har 5 målbaserade fiender, kistor med guldtackor och 5 samlingsbara afficher. Spelet har dessutom 40 låtar, varav 18 av dessa låtar spelades in av 50 Cent avskilt till spelet. Spelaren kan också låsa upp låtar och filmer.